# Nhạc lễ Nam Bộ
Nhạc lễ Nam Bộ là loại nhạc chuyên phục vụ cho các nghi thức quan trọng, hôn lễ, tang lễ, cúng tế. Bắt nguồn từ nhạc lễ cung đình xưa, miền Bắc, một số tỉnh miền nam Trung Hoa. Là một dạng nhạc truyền thống âm nhạc Phật giáo.

## Cách thức
Ngày nay chủ yếu trong các Đình miếu và lễ tang. Tất cả các bài về Nhạc lễ Nam Bộ rất khó về ký âm. Cùng với nhiều nhạc cụ đi liền bài, phù hợp với nội dung cúng tế. Ngay nay tính sáng tạo các bài và các nhạc cụ dòng nhạc này vẫn đang được phát huy.

## Nhạc cụ
- Trống cái
- Trống bồng
- Trống cơm
- Đẩu
- Tum
- Kèn loa
- Tiểu
- Trung
- Đàn cò
- Đàn kìm